# 圣贝恩哈德
圣贝恩哈德（德語：St. Bernhard）是德国图林根州的市镇，隶属于希尔德布格豪森县。总面积为7.36平方千米，截至2023年12月31日总人口为244人。